# Glenea latevittata
Glenea latevittata är en skalbaggsart som beskrevs av Aurivillius 1920. Glenea latevittata ingår i släktet Glenea och familjen långhorningar.
Artens utbredningsområde är Sarawak. Inga underarter finns listade i Catalogue of Life.